# 張悌 (萬曆進士)
張悌（1560年—1611年），字叔愛，號助所，河南南陽府內鄉縣人，民籍，明朝政治人物。

## 生平
萬曆十年（1582年）壬午科河南鄉試第二十六名，萬曆十一年（1583年）聯捷癸未科會試第三百十八名，登二甲第五十二名進士。户部觀政，十三年授户部主事，本年管臨清鈔关，十四年差满回司，十六年升陕西延寧管粮郎中，十九年七月升陕西左参议，丁憂。二十三年二月補陕西左參議，三月調管榆林東路兵备事，二十五年五月升本省副使，以延綏軍功升一级，加升右參政兼佥事，照旧管事。二十八年二月升四川按察使兼參議，分守川東，二十九年三月調陕西，管理榆林中路兵备，又以原职調四川，三十年官至都察院右僉都御史，巡撫大同，三年考满，加升右副都御史，三十三年丁母朱氏憂。三十六年七月起辽东巡抚，因病在籍調理，三十八年告病，三十九年辛亥卒。贈兵部左侍郎。

## 家族
曾祖張鑑；祖父張友良，曾任省祭官；父張汝楫，曾任儒官。母朱氏。具庆下。兄元、愷；弟恂。